# Eržen
Eržen je priimek v Sloveniji, ki ga je po podatkih Statističnega urada Republike Slovenije na dan 1. januarja 2024 uporabljalo 1156 oseb in je 131. najpogostejši priimek v Sloveniji. Največ ljudi s tem priimkom, 576, živi v Gorenjski statistični regiji, kjer je po pogostnosti uvrščen na 15. mesto.

## Znani nosilci priimka
- Alenka Eržen Šuštaršič (1926—2005), kiparka
- Andreja Eržen (*1969), slikarka, grafičarka
- Anja Eržen (*1992), smučarska tekačica
- Anže Ferš Eržen (*1999), plavalec
- Damijan Eržen, zdravnik internist (ftiziolog)
- Darja Eržen, zdravnica, gorska reševalka
- Evgen Eržen, ekonomist
- Franc Eržen (1915—2010), šolnik in kulturnik (Ribnica na Pohorju)
- Ida Eržen (-Erjavec) (*1946), nevrobiologinja, stereologinja
- Janez Eržen (1929—2009), igralec
- Ivan Eržen, zadnji šef slovenske UDV
- Ivan Eržen (*1957), zdravnik, socialnozdravstveni stokovnjak
- Jakob Eržen (1915—1997), politični in turistični delavec na zgornjem Gorenjskem
- Janez (Ivan) Eržen, zdravnik
- Janez Eržen, veslač
- Janez Eržen, deželni kirurg (1. polovica 19. stol.)
- Joža Eržen, kovaški muzealec v Kropi, etnolog?
- Jože Eržen (*1927), politik, gospodarstvenik
- Jože Eržen (*1946), kipar, slikar in grafik
- Jure Eržen (*1969), fotoreporter
- Kaja Eržen (*1994), nogometašica
- Matjaž Eržen (*1968), gorski /gozdni tekač; knjižničar?
- Milan Eržen, jamar
- Mirko Eržen (1917—2001), hokejist in športni delavec
- Miro Eržen (*1955), metalurg, planinec, muzealec (direktor Planinskega muzeja)
- Pavle Eržen (1916—1992), kemik, metalurg, strokovnjak za jeklarstvo
- Peter Eržen (*1941), smučarski skakalec
- Peter Eržen (1904—1944), duhovnik, teolog
- Peter Eržen, igralec
- Rafael Eržen (1899—1993), elektrotehnik, strokovnjak za telekomunikacije, univ. prof.
- Renato Eržen, zdravnik pulmolog, alergolog
- Saša Eržen, lutkarica
- Slavko Eržen (1907—1982), baletni plesalec
- Špela Eržen (*1980), košarkarica
- Štefan Eržen,
- Tatjana Dolžan Eržen (*1961), etnologinja, muzealka
- Tina Eržen (*1971), ekonomistka, univ. prof.
- Tomaž Eržen, jadralni padalec, svetovni prvak
- Viktor Eržen (1857—1881), prevajalec
- Viktor Eržen (1899—1986), sindikalni delavec, urednik, tiskar
- Vinko Eržen, zdravnik
- Žak Eržen (*2005), kolesar